# Перский, Николай Афанасьевич
Николай Афанасьевич Перский (20 января 1772 — 16 сентября 1832) — российский дворянин из старинного рода Перских. Был военным, в чине полковника командовал Псковским гарнизонным полком (1799). После смещения был гражданским служащим в чине коллежского советника, служил прокурором в Берг-коллегии (1801—1802).

## Биография
Фамилии Перских многие Российскому престолу служили разные дворянские службы и жалованы были от Государей в 7160/1652 и других годах поместьями. Всё сие доказывается жалованными на поместья грамотами, означенными в присланной из Тверского дворянского собрания родословной книге и справками с отказных книг.
Родился 20 января 1772 года. Принадлежал к старинному русскому дворянскому роду Перских.
Состоял в браке с Елизаветой Семёновной Перской, которая родила ему сына и двух дочерей.
Долгое время жил с семьёй в Киеве. Был хорошо знаком с семьёй Раевских.
Поступив на военную службу, начинал служить в гарнизонном полку Выборга. В 1799 году, будучи в чине полковника, был назначен командовать Псковским гарнизонным полком вместо полковника Липнинского. Был смещён и выключен со службы, причиной послужило бегство двух рядовых солдат с оружием.
Служил в гражданском ведомстве. Имел чин коллежского советника. В 1801—1802 годах был прокурором в Берг-коллегии. Числился кавалером.
Умер 16 сентября 1832 года. Похоронен на Смоленском православном кладбище в Санкт-Петербурге. На надгробии были изображены герб и надпись «Дѣти—отцу».

## Семья
- Отец — Афанасий Афанасьевич Перский. Военный, майор[3].
- Мать — Анна Ивановна Перская. Урождённая Чагина[3].
- Супруга — Елизавета Семёновна Перская (18 июня 1760 — 4 апреля 1842) — урождённая Мордвинова, в первом браке — Рагозинская[8][3][4].
  - Сын — Николай Николаевич Перский[13].
  - Дочь — Анна Николаевна Перская (1800—1853) — в замужестве (с 1818 года) Дубельт[13].
  - Муж дочери — Леонтий Васильевич Дубельт (1792—1862) — управляющий III Отделением и начальник корпуса жандармов[13].
    - Внук — Николай Леонтьевич Дубельт (1819—1874)[13].
    - Внук — Михаил Леонтьевич Дубельт (1822—1900)[13].
      - Жена внука — Наталья Александровна Пушкина (1836—1913) — дочь А. С. Пушкина[13].

  - Дочь — Наталья Николаевна Перская (21 августа 1803 — 30 мая 1840)[13][4].
  - Брат жены — Николай Семёнович Мордвинов (1754—1845) — адмирал, государственный деятель[8].

## Помещик
В Дмитровском уезде Московской губернии владел сельцами Медведково и Петрищево.
В 1812 году из Петрищево в народное ополчение были отправлены 4 ратника.
В качестве приданого на состоявшуюся в 1818 году свадьбу дочери Анне было передано тверское семейное поместье Рыскино.
В 1818 году, по-соседски, выступил в роли крёстного отца Екатерины Сергеевны Вяземской (1818, с. Могутово — 2 февраля 1899, Санкт-Петербург). Крещение состоялось в Иоанно-Предтеченской церкви села Фряново Богородского уезда Московской губернии. Крёстной матерью была помещица из сельца Райково-Райки Александра Михайловна Давыдова, супруга Петра Ивановича Давыдова, статского советника и кавалера.
По состоянию на 1823 год в Петрищево у непроживавшего в селе Перского был господский дом, который обслуживали 18 дворовых, а также имелись 12 крестьянских домов со 112 жильцами.
По состоянию на 1820-е — начало 1830-х годов, владел крестьянами в Зубовской волости Вельского уезда Вологодской губернии: 80 душами мужского пола в деревне Михеевская и 37 душами в деревне Якимовская. Его дочерям (Анне и Наталье) тогда же принадлежали по 19 крестьян мужского пола в деревне Сенкинская того же уезда.